# ことのはアムリラート

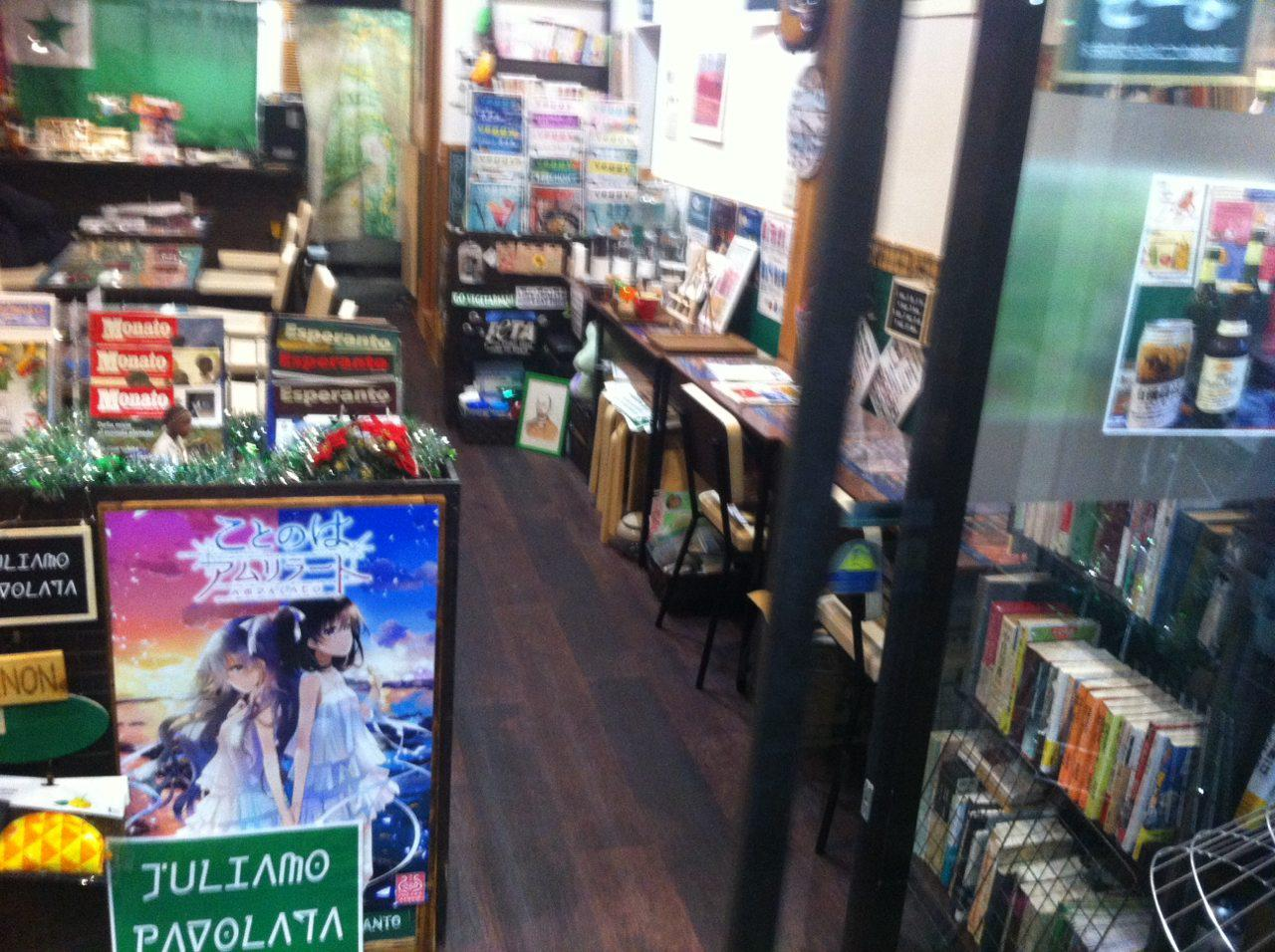
カフェ「SOJO」に展示されたポスター

『ことのはアムリラート』は、SukeraSparoより2017年8月25日に発売の美少女アドベンチャーゲームであり、SukeraSparoにとってのデビュー作となる。
本作は、異世界に迷い込んだ主人公と、日本語がわずかながら理解できる異世界の少女とのコミュニケーションを主体としている。作中に登場する異世界語「ユリアーモ」はエスペラントをベースとしており、日本エスペラント協会が協力（言語監修）している。
本作の予告編が発表された7月26日も、人工言語としてのエスペラント語が1887年7月26日に国際語として発表されたことに由来するものであるほか、製作元であるsukerasparo（スケラスパーロ）もsukera（甘い）とsparo（鯛）という（たい焼きという意味を持たせた合成語）のエスペラントをベースにして名付けられている。
ハブロッツ（萌えAPP）より、2017年12月22日にはAndroid版が、2018年2月16日にはiOS版が発売された。
2019年3月15日、続編『いつかのメモラージョ』が発売された。

## あらすじ
高遠 凜は突然異世界へ迷い込み、言葉が通じなくて困っていたところを、ルカという現地の少女に助けられる。
凜は自分の前向きな性格を生かし、カタコトの日本語を話せるルカの助けを借り、異世界で生きていく。

## 登場人物
高遠 凜（たかとお りん、Takatoo Rin）
声 - 長妻樹里
本作の主人公である女子高生。10月10日生まれ、17歳。突然異世界に迷い込むも、前向きな性格を生かし、言語の習得に努力している。普段は明るく活発だが、内面は繊細で自分に自信がないところがある。
ルカ・ローゼン・E（Ruka Rozen E）
声 - 内田秀
凜にカタコトながらも日本語で話しかけてくれる謎の少女。9月26日生まれ、14歳。凜と一緒に暮らす事になり、献身的に面倒を見てくれる。無邪気で優しいが、意外と押しが強い面もある。レイとは家族同然の関係。
レイ・アルバーロ（Rei Arbaro）
声 - ブリドカットセーラ恵美
訪問者（ヴィズィタント）管理局の女性職員で、普段は図書館で司書として働いている。11月24日生まれ、年齢は不明。人をからかう事が好きだが根は優しく、凜やルカから信頼を寄せられている。レイ自身も日本（ただし凜がいる日本とは別世界）からの訪問者であり、森 玲香（もり れいか）名義で書いたユリアーモ・日本語辞書を凜に譲っている。
カナーコ
声 - 山名枝里子
ルカの同級生。2月17日生まれ、15歳。

## システム
異世界に迷い込んだ少女・凜の生活を描いた作品である本作の特徴は、プレイヤーも凜と一緒に言語を学ぶというシステムである。
異世界の住民の多くはユリアーモと呼ばれるエスペラントを基にした言語を話すが、ゲームの序盤では、凜がユリアーモを理解できない状況を反映するために、和訳が表示されない仕組みとなっている。
物語の間にはクイズ形式のミニゲーム「勉強モード」が挿入されており、正解すると、その単語の部分に和訳が表示される。
また、「勉強モード」は、「復習モード」という形でゲームの本編の進行とは関係なく遊ぶことができるほか、ストーリーを中心に楽しみたい場合は「宿題モード」に切り替えることができる。
さらに、ゲームを一度クリアすると、和訳の有無を設定することができる。

## 舞台設定
本作の舞台となる異世界は様々な並行世界（パラレルワールド）が干渉して生じた空間に存在しており、世界同士の干渉があるきっかけで他の世界とつながる時があることから、凜のような「訪問者」（ヴィズィタント）が迷い込んでくることがある。本作の舞台となる地域は他の世界との干渉が生じているが、地域によっては干渉が発生せず、「訪問者」があまりいないところもある。
この世界は様々な世界の太陽光から光を受けているため、空は常にピンク色をしており、視覚だけでは昼と夜の区別がつかないことから、24時間制の時刻表現が好まれている。
本作に登場する言語・ユリアーモ（Juliamo）はアルファベットに似た28文字で構成されており、過去に「訪問者」が大量に迷い込んだ際、彼らに共通するある言語を基にして作られたものである。ユリアーモは、一部地域において第一言語と同等の普及率を誇る。"Juliamo"はJulio（7月）とAmo（愛）の合成語で、ユリアーモができる人のことを「文月愛」と「文付き合い」をかけて"korespondanto"（文通者）と呼ぶ。

## 開発
百合ゲーとしての側面を持つ本作は、キャラクターデザインの成瀬ちさとをはじめとする、そのジャンルのゲームを手掛けたスタッフが複数参加している。
ディレクターの皆川浩治は百合ものを作ったきっかけについて、「元々百合が好きだったが、しばらく百合作品の制作から離れているうちに、自分の中の百合成分が少なくなってきたという飢餓感から、百合ものを作ろうと考えていた」と電撃姫とのインタビューの中で述べており、企画の段階から自然と百合ものになっていたと振り返っている。
皆川は以前から「異世界に迷い込んだり転生したりする物語の主人公が、現地の人々と普通に会話ができる」という点に疑問に感じる中で、「異世界に迷い込んだ少女が現地の少女と出会う」というシチュエーションから「その異世界では聞いたことのない言葉が使われているため、コミュニケーションをとるのに苦労する」という設定を思いついた。
その時、シナリオライターのJ-MENTから異世界の言語・ユリアーモのベースをエスペラント語にしてみてはどうかという提案が出され、ちょうどよいと思った皆川によって採用された。
J-MENTはエスペラント語をベースにした理由として、「安易に異世界の言語を作ると安っぽくなるため、一から作るのではなく、適切な言語を起用した方がよいと考えた。日本から遠く離れた国の言語を使うことも可能だが、その国を訪れることで再現できてしまうため、再現できない異世界の言語として、エスペラント語がふさわしいと考えた」とJ-CASTの取材に対して述べている。皆川も、「人工言語であるエスペラント語はどこの国でもない言葉として完成しているため、主人公が少しずつ覚えていく様子をユーザーが疑似体験できるのは面白いと考えて採用した」と電撃姫とのインタビューの中で振り返っている。
本作は、主人公の凜がエスペラント語の単語を覚えているか否かをプログラムが判定して和訳を表示する仕組みが採用されているため、和訳の有無なども含めた複数のパターンのセリフを執筆する必要があった。
J-MENTがエスペラント語の初心者だったこともあり、一つのセリフを執筆するだけでも20～30分費やしたと、J-CASTの取材に対して答えている。

### キャラクター設定・キャスティング
主人公・凜を明るく元気なキャラクターに設定した理由について、皆川は「ルカとキャラクターが被るのを防ぎたいということもあるが、いきなり見知らぬ街に放り込まれておどおどしているよりは、少しずつ自分の力で物事を切り開く力のあるキャラクターにしたかった」と述べており、陸上競技の女性選手をイメージしたと述べている。
ルカはあるアニメに登場した健気な少女の雰囲気を参考にしており、皆川は「天使のようなアイドルキャラ」と称している。
また、レイは皆川の小学校時代の担任教諭が基になっている。
エスペラント語の発音をより自然なものにするため、キャストには英語を得意とする声優が起用され、日本エスペラント協会の関係者の指導のもとで、収録が行われた。
キャストのうち、長妻樹里はボーイッシュな役柄を得意としていたことから凜役に起用された。

### 予告編公開～体験版公開
2017年7月26日には、人工言語としてのエスペラント語が1887年7月26日に国際語として発表されたことにちなんで、本作の予告編が発表された。
2017年8月5日には体験版が公開され、8月24日までの期間限定でツイートキャンペーンが展開された。

## スタッフ
- キャラクターデザイン・原画 - 成瀬ちさと
- シナリオ - J-MENT
- 音声制作 - 松本浩一

### 主題歌
主題歌「君へと続く道」
作詞・作曲・編曲 - RYU（BLOOD STAIN CHILD） / コーラス歌詞 - J-MENT / 歌 - 相良心
主題歌を歌う相良心は、楽曲制作者であるRYUの知り合いを通じて紹介されたという経緯があり、RYUのバンドBLOOD STAIN CHILDを担当したエンジニアが本楽曲の収録にあたった。
相良は歌唱にあたり、「ロック調の楽曲だったため、なるべくさわやかにしつつも、どこか女性らしさやかわいらしさを残しながら歌うことを意識した」とGetchu.comに寄せられたインタビュー記事の中で述べている。
RYUは楽曲制作に当たり、「キャラクターからふわっとしたかわいらしい雰囲気を感じたため、それに合わせて優しく穏やかな雰囲気のサウンドを意識した。」と述べつつも、「私はもともとメタルバンドのギタリストだったため、少しギターが主張しているところもある」とも話している。また、RYUは楽曲のパートごとの雰囲気に合わせて歌詞を執筆するという手法をとり、Aパートでは「日常」、Bパートでは「気づき」、そしてサビでは「決心」というテーマで歌詞を執筆した。さらに、コーラスの部分はエスペラントが使用されており、あらかじめRYUが音程やリズムを作った後にシナリオライターのJ-MENTがそれに合わせた歌詞を執筆するという手法がとられた。

## 反響
本作は、エスペラント語の愛好者からも好意的な評価を得られた。
J-MENTはIROIROとのインタビューの中で、「発売前は勉強モードが不要という声が寄せられるのではないかと思っていたが、逆の反応が返ってきたので驚いた」と述べている。
また、Sukerasparoの広報担当者はIROIROとのインタビューの中で、「先日ゲームで使ったフォントを公開したところ、そのフォントを用いたショートストーリーや変換プログラムを作成した有志がいて、うれしく思った」と述べている。
一部のユーザーから「エスペラント語以外の言語でも応用してほしい」という要望が寄せられたことについて、Sukerasparoの広報担当者は「本作は学習ソフトとして制作したわけではない。もしほかの言語を扱うとすれば、それは異世界ものではなくなるため、そのような計画は立てていない」と答えている。

### 受賞
- 萌えゲーアワード
  - 8月月間賞：受賞[12]
  - 金賞（コンセプトデザイン賞）：受賞[13]

## イベント
- 2018年5月26日、関西エスペラント大会にて座談会を開催[14]。